# Deborah S. Craig
Pour les articles homonymes, voir Deborah et Craig.
Deborah S. Craig, née le 1er juin 1974, est une actrice américaine d'origine coréenne.

## Biographie
Deborah S. Craig est ouvertement lesbienne.

## Filmographie

### Comme actrice
- 1993 : Clarissa Explains It All (série télévisée)
- 1996 : Magic User's Club! (mini-série) : Akiko Aburatsubo
- 1999 : Big Daddy : paralégale
- 2002 : Under: Elegy (court métrage)
- 2002 : Samurai Deeper Kyo (série télévisée) : Izumo no Okuni
- 2006-2007 : Six Degrees (série télévisée) : Melanie (11 épisodes)
- 2008 : Ghost Town : l'infirmière
- 2009 : Hysterical Psycho : Deborah
- 2010 : Just Wright : Maitre d'
- 2011 : Bad Actress : détective Pam Rudin
- 2011-2012 : Hart of Dixie (série télévisée) : Shelley Ng (16 épisodes)
- 2012 : Unicorn Plan-It (série télévisée) : Bree
- 2013 : Acting Range (court métrage)
- 2013 : Overly Attached Andy (série télévisée) : Deborah
- 2013 : Stupid Hype (téléfilm) : Deborah
- 2013 : Dumb Girls (téléfilm) : Olivia Rose
- 2013 : BFF Bridal Shower (court métrage) : la mariée
- 2013-2014 : Blacklist (série télévisée) : Luli Zeng (9 épisodes)
- 2014 : And, We're Out of Time (téléfilm) : Gretchen
- 2014 : Transparent (série télévisée) : Kristin
- 2014 : Ricky Robot Arms (court métrage) : Carrie
- 2015 : Dog with a Blog (série télévisée) : Leslie Lindermulder
- 2015 : Kiss Me, Kill Me : Donna
- 2015 : The Outfield : Adrienne Rachels
- 2015 : No She Wasn't (court métrage) : une invitée à la soirée
- 2015 : Almost There (série télévisée) : Gretchen
- 2016 : Bajillion Dollar Propertie$ (série télévisée) : Zenelope Pratt
- 2016 : Glued (mini-série)
- 2016 : Glimpses of Greg (série télévisée) : Wenona
- 2016 : Better Things (série télévisée) : Jen Abrams
- 2016 : Son of Zorn (série télévisée) : Vicky
- 2017 : Workaholics (série télévisée) : Yang
- 2017 : Off Set (série télévisée) : Pam McDaniels
- 2018 : Cady Did (série télévisée) : Mrs. Anderson
- 2018 : Baby Bird (court métrage) : Carly
- 2018 : Elementary (série télévisée) : Bethany Ito
- 2018 : Instinct (série télévisée) : Mrs. Jorry
- 2018 : Bull (série télévisée) : Darcy Whittier
- 2018 : Prince Harming : Blanche
- 2018 : Poor Greg Drowning : Wenona
- 2019 : Brothers in Law (série télévisée) : Kia

### Comme scénariste
- 2014 : Star Wars Musical (court métrage) (writer)